# 阿里通信
阿里通信（Ali Telecom）是中国大陆地区的虚拟运营商，其主营业务为在中国大陆地区转售中国移动、中国联通和中国电信的移动电话相关业务和服务。

## 资质取得
阿里通信的母公司阿里巴巴集团所收购的万网于2013年12月25日收到了由中华人民共和国工信部所核发的两年期虚拟运营商试点牌照，因此阿里巴巴集团实质上也取得了牌照。而“阿里通信”品牌的发布则在晚些时候的2014年6月17日举行。根据批文，该试点牌照已到期，然而目前工信部和相关媒体尚未披露关于虚拟运营商正式牌照的相关信息。

## 经营业务范围
阿里通信目前主要业务为转售中国移动、中国联通和中国电信移动电话业务，即前述的“虚拟运营商”。其自身并不拥有光缆、机房、铁塔基站等硬件设施，而是通过软件架构等，直接租用以上三家基础运营商的终端资源，自行计费并赢利。因此实际上手机选网时，仍然会选择三家基础运营商的移动网络，只不过充值则要前往阿里通信自己的平台。
阿里通信目前转售的号码同样处于工信部所批准的虚拟运营商专属号段，即170和171。阿里通信目前可转售的号码归属地分布于全国26个省市自治区的56个地级市，规模在同行中较大。但大多数省市自治区仅转售省会归属地的号码，只有浙江省和广东省的覆盖范围较广，分别有11市和9市。
阿里通信在各个地级市所转售的号码资源并不同时由3家基础运营商同时提供，部分地区甚至仅能选择某一家基础运营商的号段。另外，其转售的中国移动和中国联通的数据流量现已可以使用LTE网络，唯中国电信的资源自开展业务至今仍不能使用LTE网络，仅能使用EVDO网络。

## 计费规则
阿里通信的计费方式在国内是前所未有的，其把通话和短信全部折算成流量，然后仅以流量计费。目前每分钟通话将折算成0.75MB（不足1分钟按1分钟计算），每条短信折算成0.5MB，而流量则按实记录。若非靓号协议消费，每个号码每月自动扣除7元，之后此号码可以使用35MB的资源，同时赠送来电显示服务。之后，每使用5MB资源，将会再扣除1元，至费用超过37元后，每1元可使用6MB资源，费用超过77元后每1元可使用7MB，超过127元后可使用8MB，之后不再优惠。而且，其每月最后一个1元消费将会在次月初结算时减免，但7元的基础消费不会被减免成6元。据此规定，实际每月扣除7元后可享受40MB资源或折合大约53分钟的通话资源。
此计费规则在发布初期对同行和基础运营商造成了一定的影响和冲击，致使之后的某些同行和某些地方基础运营商纷纷效仿其计费规则。目前尚可查证的有广东移动的4G随心王套餐。
实质上，折合成人民币的价格为：通话0.15元/分钟，短信0.1元/条，流量0.2元/MB。与基础运营商和其他虚拟运营商横向对比，此零售价并不算特别实惠。